# Argumentum ad verecundiam
Az argumentum ad verecundiam (latinul: „az illő, elvárható tiszteletre alapozó érvelés”) vagy röviden ad verecundiam olyan érvelési hiba, amely nem a vita tárgyára épít, hanem egy hivatkozott személy vagy forrás tekintélyére, tudására vagy pozíciójára apellál.

## Fajtái

### Nem releváns tekintélyre hivatkozás
Az ad verecundiam első típusa olyan személyre hivatkozik, aki valóban jogos tekintély, csak nem a vita tárgyának a területén.
„A nagybátyám szerint, aki elismert belgyógyász, a kutyádat nem neveled rendesen.”

### Releváns tekintélyre hivatkozás
A hivatkozott tekintély lehet olyan is, aki valóban elismert szakértője az illető témának, tehát nagyobb eséllyel lehet igaza, de az érv így sem döntő. (Egyrészt mindenki tévedhet néhanapján; másrészt új tényezők, fejlemények merülhetnek fel, amelyekről nem hallott; harmadrészt elképzelhető, hogy neves szaktekintélyként is kisebbségi álláspontot képvisel – sőt erre neves szaktekintélyek inkább szokták feljogosítva érezni magukat gyakran, mint a kevésbé nevesek. Ezek kiküszöbölésére szoktak több, egymástól független szaktekintélyt megkérdezni.)
"Tíz fogorvosból kilenc ezt a fogkrémet ajánlja"
"Brit tudósok bebizonyították..."